# Froidville (Stoumont)
Froidville est un hameau belge de la Région wallonne situé en province de Liège dans la commune de Stoumont.
Avant la fusion des communes, ce hameau faisait partie de la commune de Rahier.

## Situation
Ce hameau des Ardennes liégeoises se situe à proximité immédiate du village de Rahier situé plus à l'est. Froidville se trouve sur les parties supérieures du versant oriental de la Lienne et du versant sud du petit ruisseau de Liris. La route nationale Huy - Trois-Ponts se trouve à 1,5 km du hameau.

## Description
Hameau rural, Froidville compte plusieurs fermes et fermettes bâties soit en pierres du pays soit en briques parfois peintes en blanc (ferme Bodeux). Certaines sont encore en activité. Des constructions plus récentes de type pavillonnaire complètent l'habitat local comptant une vingtaine d'habitations.